# 신경절

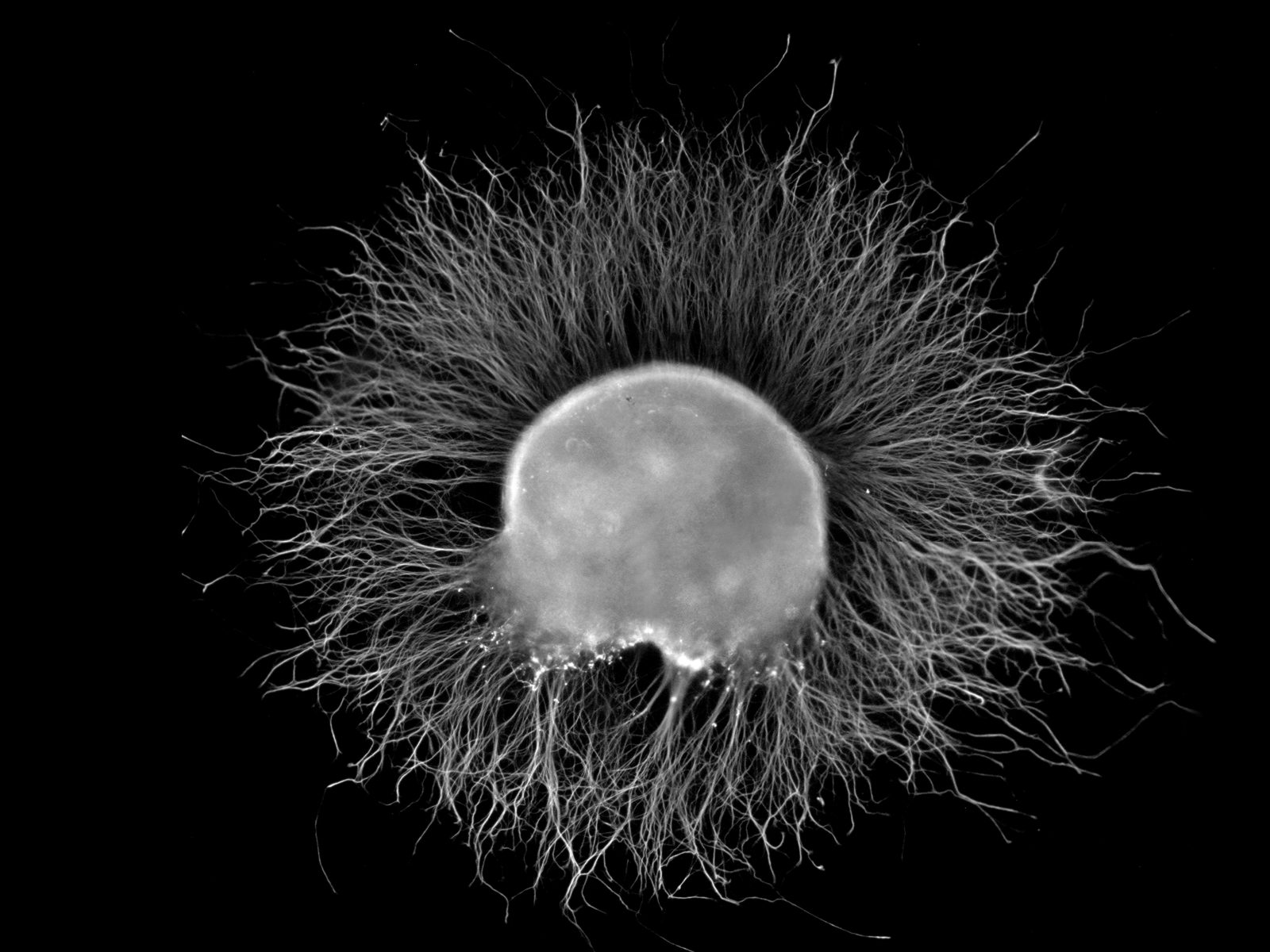

신경절(神經節, ganglion)은 뇌와 척수가 아닌 곳에 신경 세포체가 모여 있는 것을 가리킨다.
신경절은 말초 신경계의 신경 세포체 그룹이다. 몸신경계에서 이것은 배근 신경절(dorsal root ganglia)과 삼차 신경절(trigeminal ganglion)을 포함한다. 자율 신경계에는 신경절 후 교감 신경 및 부교감 신경의 뉴런 세포체를 각각 포함하는 교감 신경절 및 부교감 신경절이 있다.
유사 신경절(pseudoganglion)은 신경절처럼 보이지만 신경 섬유(nerve fiber)만 있고 신경 세포체가 없다.

## 절전 신경섬유 및 절후 신경섬유
신경절 이전 까지의 신경세포를 신경절이전신경섬유 (preganglionic nerve fiber, 절전신경섬유)라고 한다. 신경절 이후의 신경세포를 신경절이후신경섬유 (postganglionic nerve fiber, 절후신경섬유)라고 한다.

## 같이 보기
- 아교세포